# Окпалеке, Питер Эбере
Питер Эбере Окпалеке (англ. Peter Ebere Okpaleke; род. 1 марта 1963, Амеси, Колониальная Нигерия) — нигерийский кардинал. Епископ Ахиары с 7 декабря 2012 года по 19 февраля 2018 года. Епископ Эквулобии с 5 марта 2020. Кардинал-священник с титулом церкви Санти-Мартири-делл’Уганда-а-Поджо-Амено с 27 августа 2022.

## Биография
Родился в 1963 году в населённом пункте Амеси. 22 августа 1992 года был рукоположён в священники.
7 декабря 2012 года Римский папа Бенедикт XVI назначил его епископом епархии Ахиары. 21 мая 2013 года состоялось его рукоположение в епископы, которое совершил архиепископ Оверри Джон Валентин Обинна в сослужении с архиепископом Джоса Игнатием Аяу Кайгамой и архиепископом Абуджи кардиналом Джоном Олуронфеми Онаийеканом.
До своего рукоположения в епископы столкнулся с противодействием священства и верующих епархии, которые отказывались признавать его назначение по этническим причинам. Предыдущий епископ епархии Ахиары Виктор Чикве принадлежал в этнической группе Мбаси, которая составляет большинство верующих епархии, в то время как Пите Окпалеке происходил из этнической группы Оби. Принимал таинство рукоположение в городе Оверри в часовне местной семинарии. В последующем не мог совершить ингресса. В июле 2013 года Римский папа Франциск назначил кардинала Джона Олорунфеми Онаийекана апостольским администратором епархии Ахиары.
В июне 2017 года Римский папа Франциск встретился с делегацией католического священства из Нигерии по поводу сложившейся ситуации в епархии Ахиары. 8 июня 2017 года папа Франциск потребовал от каждого священника епархии письменного заявления о лояльности к Питеру Окпалеке. В противном случае, как заявил папа Франциск, на отказавшегося признать полномочия Питера Окпалеке, налагается запрещение в служении.
19 февраля 2018 года подал в отставку.

## Кардинал
29 мая 2022 года Папа Франциск объявил, что 21 прелат будут возведены в достоинство кардиналов на консистории от 27 августа 2022 года, среди которых было названо имя и архиепископа Питера Эбере Окпалеке.
27 августа 2022 года состоялась консистория на которой Питер Эбере Окпалеке получил кардинальскую шапку, кардинальский перстень и титул церкви Санти-Мартири-делл’Уганда-а-Поджо-Амено.